# Epipsilia septentrionalis
Epipsilia septentrionalis là một loài bướm đêm trong họ Noctuidae.